# Уордънклиф (кула)
Кулата Уордънклиф (на английски: Wardenclyffe Tower) е високата 57 метра кула, построена през 1901 г. , експериментална, недовършена и изцяло дървена радиокула, проектирана от Никола Тесла близо до Шоръм, на северната крайбрежна ивица на Лонг Айлънд, САЩ. Куполът на кулата е с диаметър 20 метра.

## История
Тесла започва да планира кулата около 1898 г. През 1901 г. кулата е построена на Лонг Айлънд (архитект: Станфорд Уайт; дизайн: колегата на Уайт У. Д. Кроу). Основен спонсор на проекта е Джон Пирпонт Морган. Тесла представя на Морган това съоръжение като радиостанция за предаване на трансатлантически съобщения и като пряк конкурент на съоръженията на Гулиелмо Маркони по това време. През 1902 г. Тесла построява нова лаборатория директно в кулата, която също никога не е напълно завършена.
За разлика от предавателя на Маркони с искров генератор с изходна мощност от 18 kW, с който Маркони постига първото безжично предаване на данни през Атлантическия океан, съоръжението Уордънклиф има проектирана мощност от 300 kW под формата на генератори за променливо напрежение от Westinghouse Electric Corporation. Кулата Уордънклиф е огромна, скъпа и по-сложна в сравнение със съоръженията на Маркони.
Докато Тесла предлага този проект на своя поддръжник Морган като високопроизводителен радиопредавател, самият той вярва, че може да разпространява електрическа енергия безжично през земята с помощта на тази структура, сега известна като трансформатор на Тесла, по принцип структурно голяма форма на резонанен трансформатор. Когато Морган е информиран от Тесла за действителната задача през септември 1902 г., той се оттегля от проекта, след като инвестира 150 000 долара. През следващите години Тесла се опитва все по-натрапчиво да убеди Дж. П. Морган да направи допълнителни инвестиции, което завършва с изхвърлянето на Тесла от офиса на Дж. П. Морган в Ню Йорк през пролетта на 1904 г. В резултат на това Морган напълно се отделя от Тесла по отношение на бизнеса.
Кулата остава недовършена: нито е облицована, нито е разширена, както е планирано, а куполът с форма на гъба никога не е бил снабден с планираните медни плочи. Недовършени остават и разширенията под кулата в основата. През 1905 г. финансовите проблеми на Тесла стават все по-несигурни: Тесла вече не може да плаща на служителите и доставките на въглища за компанията. През следващите години съоръжението запада.

## Разрушаване
През 1915 г. Тесла трябва да продаде обекта, включително недовършеното и вече порутено съоръжение, на хотелския оператор Джордж К. Болд поради неплатени сметки за хотел. По това време Тесла живее постоянно в луксозния хотел Waldorf-Astoria на кредит. Данъчен дълг от 1909 г. от поземлен данък за Уордънклиф, който не е бил плащан от години, довежда до публично съдебно дело през 1916 г., по време на което става известно несигурното финансово състояние на Тесла, което означава, че проектът „Уордънклиф“ е окончателно загубен за него.
На 4 юни 1917 г. хотелският оператор на Waldorf-Astoria продава обекта на компанията за разрушаване Smiley Steel Company, която на 15 юли 1917 г. пристъпва към разрушаване и продажба на останалите части от съоръжението на материалната цена. Кулата е взривена с няколко товара динамит през септември същата година.

## Функция
Много голямата намотка, проектирана от Тесла, няма да работи. Въпреки че от години се предполага, че километрична вторична намотка все още ще работи, ако може да бъде конструирана така, че да е механично стабилна, ще има електрически проблеми с този размер, тъй като честотата на променливия ток, генериран от резонанса, става все по-ниска дължината на намотката на вторичната намотка се увеличава. Следователно йонизираните канали, през които ще се поддържа искровото разреждане, веднъж инициирано, не могат да се задържат достатъчно дълго. При дължина на бобината от около 40 метра би се достигнала точката, в която искровият разряд спира във фазите на обръщане на напрежението.
Основната функция на радиостанциите по това време е така нареченият Knallfunkensender или Löschfunkensender, от който произлиза общият немски термин „Funken“ за безжично предаване. По принцип не е възможно гласово предаване, а само морзова азбука. Искровите предаватели са заменени през първата третина на 20-ти век от технически разработки като машинни предаватели и след това тръбни предаватели с електронни тръби.
От 2023 г. кулата е собственост на фондация, която иска да създаде там музей. Един от поддръжниците на съоръжението е собственикът на Tesla Inc. Илон Мъск, който дарява един милион щатски долара в подкрепата и.

## Хипотези
Никола Тесла нарича кулата Уордънклиф „Сибирски експеримент“ в документ, по-късно предаден в плик на Музея „Никола Тесла“, с указания от Тесла да се отвори по случай 100 г. от Тунгуския феномен.